# Cedrick Mugisha
Pour les articles homonymes, voir Mugisha.
Cedrick Mugisha est un sportif, mannequin et acteur, né le 14 mai 1997 à Kigali, au Rwanda.

## Biographie
Cedrick Mugisha commence sa carrière en tant que joueur de football. Attaquant du FC Znovmo en République tchèque, il rejoint le Rayo Vallecano de Madrid en janvier 2021.
Mannequin et comédien en Espagne, il apparaît en 2019 dans le film de Pedro Almodovar Douleur et Gloire.
Il tient un petit rôle dans les séries La que se avecina de Mediaset España diffusée par Telecinco et Cuéntame cómo pasó, sur La 1.
Il se fait connaître au niveau international grâce à la série Smiley, produite par Netflix, avec notamment Carlos Cuevas et Meritxell Calvo, dans laquelle joue également l'acteur catalan Pep Munné, ancien joueur du Rayo Vallecano. 

## Filmographie
- 2019 : Douleur et Gloire, de Pedro Almodovar
- 2022 : Smiley, de Guillem Clua.